# Erich Koch
SA-Obergruppenführer Erich Koch (19 de junho de 1896 – 12 de novembro de 1986) foi um Gauleiter alemão do Partido Nazista (NSDAP) na Prússia Oriental de 1928 até 1945. De 1941 até 1945 ele era o Administrador Civil Chefe (Chef der Zivilverwaltung) da Bezirk Bialystok (uma unidade administrativa na Polônia ocupada). Durante esse período, ele também era o Reichskommissar da Reichskommissariat Ukraine (Governo Civil da Ucrânia ocupada) de 1941 até 1943. Depois da guerra, Koch foi a julgamento na Polônia e foi condenado em 1959 por crimes de guerra e sentenciado a morte. Um ano mais tarde, a sentença foi reduzida para prisão perpétua.